# Палькевичи
Палькевичи — деревня в Хвастовичском районе Калужской области. Входит в состав сельского поселения «Село Кудрявец».

## История
В Дозорной книге Карачевского уезда за 1614 год упоминается деревня Полкевичи.

 Григорей Богданов сын, Петр Парфеньев сын Шишкины сказали за собою помесья в Карачевском уезде в Хотимском стану отца их помесья (дрв) Полковичи семдесят пять чети. Да к той их деревне дано бортной ухожей лес болшей река Ресета /Л. 106/ да река Обелна за пять чети. Да им же дано (пус) дикого поля на реке на Вытебеди Вышней Машковичи дватцать пять чети. Да к той же старой деревне к той пустоши за рекою за Вытебедом дано на сеножать дватцать десятин по обе стороны Долгова болота. И Григорью ево жеребей помесья дан в вотчину за царя Васильево московское осадное сиденье. А помесья за ним у вотчины не осталось. Болши тово за собою вотчины и помесья не сказал.
Полкевичи упомянуты 1678 году, как вотчина духовенства в составе Хотимльского стана Карачевского уезда.
В последней четверти XVIII века входила в Болховский уезд.
В XIX веке — сельцо, владение Белянихиных, Владимировых, Кащеевых и других; входила в приход села Старого.
С 1861 в составе Старосельской волости.
В 1908 была открыта школа.
С 1924 в Хотынецкой волости.
До 1929 в Карачевском уезде, затем в Хотынецком районе Западной области.
С 1932 в Хвастовичском районе (Западной области, с 1937 — Орловской области, с 1944 — Калужской области).

## Население
| 2002 | 2010 |
| ---- | ---- |
| 78   | ↘32  |